# Ekumenski koncil
Ekumenski koncil (tudi vesoljni cerkveni zbor) je sestanek krščanskih škofov celotne 
Cerkve, namenjen razpravi o problemih, ki zadevajo Cerkev v celoti. 
Beseda ekumenski je grškega izvora: starogrško οικουμένη [ekuméne] pomeni naseljeno. Ekumenski koncil je torej sestanek, ki obsega celoten naseljeni svet (v prvih stoletjih krščanstva je to pomenilo pravzaprav Rimski imperij). 
V prvih stoletjih krščanstva je ekumenski koncil v resnici pomenil sestanek vseh samostojnih (avtokefalnih) krščanskih Cerkva. Po razkolu 
med Vzhodom in Zahodom, so se precej spremenila mnenja o tem, katere Cerkve morajo biti vključene, da je koncil ekumenski. Danes katoliki in pravoslavni kristjani (pa tudi mnogi protestanti) priznavajo avtoriteto prvih sedmih ekumenskih koncilov (nevključno s koncilom Quinisextum), pri nadaljnjih koncilih pa prihaja do razlik.
Bistveni del vsakega ekumenskega koncila so sprejeti sklepi. Ti sklepi se imenujejo kánoni (grško 
starogrško κανονες [kanones] = pravila, zapovedi). Na kánonih temelji cerkveno pravo.

## Seznam ekumenskih koncilov

### Prvih sedem ekumenskih koncilov
- (1) Prvi nicejski koncil je potekal v letu 325 v Niceji (Nikeji). Na koncilu so zavrnili arianizem in kvartodecimanizem, potrdili pa so nicejsko veroizpoved.

- (2) Prvi koncil v Konstantinoplu je potekal leta 381 v Konstantinoplu. Na koncilu so dopolnili nicejsko veroizpoved. Dopolnjena oblika je znana kot Nicejsko-carigrajska veroizpoved in je še danes ena od temeljnih krščanskih molitev. Koncil je tudi prepovedal samovoljno spreminjanje te veroizpovedne molitve.

- (3) Efeški koncil je potekal leta 431 v Efezu. Na koncilu so nasprotovali nestorianizmu in potrdili uporabo poimenovanja Marija Božja mati (grško starogrško Θεοτόκος [Theotókos] = »bogorodnica«; primerjaj rusko, srbsko Bogorodica).

- (4) Kalcedonski koncil je potekal leta 451 v Kalcedonu. Na koncilu so zavrnili monofizitizem (nauk, da ima Kristus samo eno naravo) in podrobneje razdelali nauk o dveh naravah Jezusa Kristusa, ki je pravi Bog (ima Božjo naravo) in pravi človek (ima človeško naravo). Sprejeli so tudi kalcedonsko veroizpoved. Tega koncila (in naslednjih) ne sprejemajo Orientalske pravoslavne Cerkve, ki jih zaradi tega imenujemo tudi Predkalcedonske Cerkve.

- (5) Drugi koncil v Konstantinoplu je potekal leta 553. Na koncilu so potrdili sklepe prejšnjih koncilov. Ponovno so obsodili arijanstvo, nestorianizem in monofizitizem kot krivoverstvo.

- (6) Tretji koncil v Konstantinoplu je potekal v letih 680-681. Na koncilu so obsodili monoteletstvo; spet pa so obsodili monofizitizem in potrdili, da ima Jezus Kristus dve naravi - Božjo in človeško kakor tudi dve volji - Božjo in človeško.

- (?-PC) Trulanska sinoda (Koncil Quintesextum ali Quinisextum = »Peto-šesti« koncil, Trulski koncil ali sinoda) je potekal leta 692 v Carigradu. Ta koncil je bil predvsem administrativne narave. Številne pravoslavne Cerkve ga štejejo za del Tretjega carigrajskega koncila, Rimskokatoliška cerkev pa ga sploh ne šteje za ekumenski koncil.

- (7) Drugi nicejski koncil je potekal leta 787 v Niceji (Nikeji). Na koncilu so zavrnili poglede ikonoklastov in dovolili izdelavo in čaščenje svetih podob (ikon), pod pogojem, da verniki ne molijo ikon, pač pa se preko likovne upodobitve približujejo Bogu. Tega sklepa ne priznavajo nekatere protestantske Cerkve.

### Osmi in deveti koncil
- (8-RKC) Četrti koncil v Konstantinoplu, ki ga priznava Rimskokatoliška cerkev, je potekal v letih 869-870 v Carigradu. Na koncilu so patriarha Fotija I. odstavili z mesta carigrajskega patriarha zaradi proceduralnih napak pri odstavitvi njegovega predhodnika.

- (8-PC) Četrti koncil v Konstantinoplu, ki ga priznavajo vzhodne pravoslavne Cerkve, je potekal v letih 879-880. Na koncilu so potrdili Fotija I. za carigrajskega patriarha in obsodili vse tiste, ki spreminjajo nicejsko-carigrajsko veroizpoved.

- (9-RKC) Prvi lateranski koncil je potekal leta 1123. Na koncilu so govorili zlasti o pravici do postavljanja škofov. Ta koncil priznava samo Rimskokatoliška cerkev.

- (9-PC) Peti koncil v Konstantinoplu, ki ga priznavajo vzhodne pravoslavne Cerkve je potekal v letih 1341-1351. Na koncilu so potrdili teološke nauke Gregorja Palamasa in zavrgli ideje Varlaama (Barlaama) Kalabrijskega, ker je bil preveč zahodno usmerjen.

- (?-PC) Jeruzalemska sinoda je potekala leta 1672 v Jeruzalemu. Ta sinoda ima za vzhodne pravoslavne Cerkve pomen ekumenskega koncila, vendar se uradno imenije sinoda (shod) in ne ekumenski koncil. Na sinodi so definirali odnos pravoslavnih Cerkva do Rimskokatoliške Cerkve. Določili so tudi pravoslavni svetopisemski kánon.

Noben poznejši koncil za pravoslavne Cerkve nima statusa ekumenskega 
(vseobsegajočega) koncila. V Rimskokatoliški Cerkvi pa je bilo še veliko koncilov, ki štejejo za ekumenske, ker je po velikem razkolu Rimskokatoliška cerkev preprosto razglasila, da je edina 
prava Cerkev.

### nadaljnji koncili za Rimskokatoliško Cerkev
- (10-RKC) Drugi lateranski koncil je potekal leta 1139. Na koncilu so uveljavili duhovniški celibat in uredili pravila glede liturgičnih oblačil.

- (11-RKC) Tretji lateranski koncil je potekal leta 1179. Na koncilu so določili, da papeža izbirajo samo kardinali, obsodili so simonijo (prodajanje Cerkvenih služb za denar) in uveljavili načelo, da škofovskega posvečenja ne smejo prejeti mlajši od 30 let.

- (12-RKC) Četrti lateranski koncil je potekal leta 1215. Na koncilu so govorili o transsubstanciaciji (glej: evharistija) in o papeškem primatu. Doloočili so tudi, da morajo židje in muslimani nostiti oblačila, po katerih se ločijo od kristjanov.

- (13-RKC) Prvi lyonski koncil je potekal leta 1245 v Lyonu (Francija). Na koncilu so predpisali kardinalske rdeče čepice. Poleg tega so razpisali posebno dajatev za osvoboditev svete dežele.

- (14-RKC) Drugi lyonski koncil je potekal leta 1274 v Lyonu (Francija). Na koncilu so poskušali doseči ponovno združitev z vzhodnimi pravoslavnimi Cerkvami, potrdili so frančiškanski in dominikanski red, potrdili so tudi dajatve za sveto deželo (za križarske vojne).

- (15-RKC) Viennski koncil je potekal v letih 1311-1312 v kraju Vienne (Francija). Na tem koncilu so razpustili viteze templjarje.

- (?-RKC) Pisanski koncil leta 1409 nima številke, ker ga ni sklical papež. Na koncilu so poskušali rešiti problem dveh vzporednih papežev (Gregor XII. v Rimu in Benedikt XIII. v Avignonu) tako, da so razglasili oba za neveljavna in postavili novega papeža Aleksander V. (Le-tega je pozneje nasledil Janez XXIII., danes uradno označen kot protipapež Janez XXIII., da se ne zameša s papežem Janezom XXIII. iz 20. stoletja). Taka odločitev je problem le še povečala, saj so bili od takrat naprej aktualni papeži kar trije.

- (16-RKC) Konstanški koncil je potekal v letih 1414-1418 in je (ne brez zapletov) razrešil problem papeštva. Na drugem delu koncila so imenovali papeža Martina V., ostali »papeži« pa so odstopili oziroma umrli preden je Martin V. zares uveljavil svojo oblast.

- (17-RKC) Florentinski koncil tudi Koncil v Baslu, Ferrari in Firencah je potekal v letih 1431-1445 in je poskušal doseči ponovno združenje zahodnega in vzhodnega krščanstva. V praksi je po tem koncilu nekaj manjših vzhodnih Cerkva stopilo v unijo z Rimskokatoliško Cerkvijo (danes jih imenujemo uniatske Cerkve ali katoliške Cerkve vzhodnega obreda); prišlo je tudi do zedinjenja s Carigradom, vendar unija ni zaživela.

- (18-RKC) Peti lateranski koncil je potekal v letih 1512-1517 in je bil namenjen notranji prenovi Rimskokatoliške Cerkve.

- (19-RKC) Tridentinski koncil je potekal v letih 1545-1563 v Tridentu (danes Trento, Italija). Koncil je bil odgovor na izziv, ki ga je za Rimskokatoliško Cerkev pomenil nastop protestantizma. Na koncilu so vpeljali Katekizem Rimskokatoliške Cerkve, določili standarde obredov v Rimskokatoliški Cerkvi in dokončno potrdili svetopisemski kánon.

- (20-RKC) Prvi vatikanski koncil je potekal leta 1870. Na koncilu so potrdili papeški primat in definirali pravilo papeške nezmotljivosti. S tem so povzročili nov razkol, saj se z naukom papeške nezmotljivosti nekateri niso strinjali in so ustanovili Starokatoliško Cerkev, ki tega ne priznava.

- (21-RKC) Drugi vatikanski koncil je potekal v letih 1962-1965. Koncil je sklical papež Janez XXIII., ki pa ni dočakal konca koncila. Na koncilu so razpravljali o prenovi Rimskokatoliške Cerkve in o pobudah za večje sodelovanje z drugimi krščanskimi Cerkvami (ekumensko gibanje). Preuredili so tudi glavne obrede, tako da po novem vključujejo več sodelovanja laikov (tj. navadnih vernikov, ne-duhovnikov). Koncil je tudi dovolil uporabo domačega jezika pri bogoslužju (namesto prej obvezne latinščine).